# Domenicane della Santissima Trinità
Le Domenicane della Santissima Trinità (in francese Dominicaines de la Trinité) sono un istituto religioso femminile di diritto pontificio: le suore di questa congregazione pospongono al loro nome la sigla O.P.

## Storia
Le origini della congregazione risalgono alla comunità di terziarie secolari domenicane che si occupava del servizio domestico presso il seminario arcivescovile di Québec: la fraternità, detta delle Domenicane del Bambin Gesù, fu approvata come congregazione religiosa di diritto diocesano il 30 agosto 1887 e il 2 ottobre 1888 fu affiliata all'Ordine dei Frati Predicatori.
Il 30 giugno 1902 cinque suore lasciarono il seminario di Québec per quello di Trois-Rivières, dove diedero inizio alla congregazione autonoma delle Domenicane del Rosario.
Le due congregazioni ricevettero il pontificio decreto di lode il 2 giugno 1954; alla stessa data la Santa Sede approvò ad experimentum le loro costituzioni, che erano le medesime.
Con decreto della Sacra Congregazione dei Religiosi del 18 gennaio 1967 le due congregazioni sorelle furono riunite per formare il nuovo istituto delle Domenicane della Santissima Trinità; il 17 febbraio 1967 Aniceto Fernández Alonso, maestro generale dei frati predicatori, accordò l'affiliazione della congregazione all'ordine domenicano.

## Attività e diffusione
Le suore si dedicano all'istruzione e all'educazione cristiana della gioventù, all'assistenza agli ammalati, al servizio domestico in seminari e istituti religiosi; dopo la riunione, hanno aggiunto alle loro attività l'insegnamento universitario e il servizio sociale.
Oltre che in Canada, sono presenti nelle Filippine e in Perù; la sede generalizia è a Montréal.
Alla fine del 2008 la congregazione contava 209 religiose in 25 case.